# Mississippi Miracles
I Mississippi Miracles sono stati una franchigia di pallacanestro della ABA 2000 e della WBA, con sede a Cleveland, nel Mississippi, attivi dal 2004 al 2007.
Nacquero nel 2004 come Mississippi Stingers disputando il campionato ABA 2000. Vinsero la Blue Division con un record di 20-3. Persero la finale di conference con gli Arkansas Rim Rockers.
Tornarono nella stagione 2006-07, vincendo la South Division con un record di 17-10. Persero nei quarti di finale con i Wilmington Sea Dawgs.
Passarono nella primavera del 2007 nella WBA, dove disputarono solo due partite, terminando con un record di 0-2.

## Stagioni
| Stagione | Lega     | Denominazione        | V  | P  | %    | Piazzamento | Play-off         |
| -------- | -------- | -------------------- | -- | -- | ---- | ----------- | ---------------- |
| 2004-05  | ABA 2000 | Mississippi Stingers | 20 | 3  | 87,0 | 1º          | Semifinali       |
| 2006-07  | ABA 2000 | Mississippi Miracles | 17 | 10 | 63,0 | 1º          | Quarti di finale |
| 2007     | WBA      | Mississippi Miracles | 0  | 2  | 0,0  | 4º          | -                |